# Scottish Division Two 1896/97
Die Scottish Football League Division Two wurde 1896/97 zum vierten Mal ausgetragen. Nach Einführung der Division One war es die vierte Austragung, als zweithöchste Fußball-Spielklasse der Herren in der Scottish Football League unter dem Namen Division Two.
In der Saison 1896/97 traten 10 Klubs in insgesamt 18 Spieltagen gegeneinander an. Jedes Team spielte jeweils einmal zu Hause und auswärts gegen jedes andere Team. Es galt die 2-Punkte-Regel. Bei Punktgleichheit waren die Vereine (mit derselben Punktausbeute) gleich platziert. Die Meisterschaft gewann Partick Thistle, das sich damit den Aufstieg in die folgende Division One-Saison 1897/98 sicherte.

## Statistiken

### Abschlusstabelle
| Pl. | Verein                | Sp. | S  | U | N  | Tore    | Diff. | Punkte |
| --- | --------------------- | --- | -- | - | -- | ------- | ----- | ------ |
| 1.  | Partick Thistle       | 18  | 14 | 3 | 1  | 061:280 | +33   | 31:50  |
| 2.  | Leith Athletic        | 18  | 13 | 1 | 4  | 055:270 | +28   | 27:90  |
| 3.  | FC Kilmarnock         | 18  | 10 | 1 | 7  | 044:330 | +11   | 21:15  |
| 3.  | Airdrieonians FC      | 18  | 10 | 1 | 7  | 049:390 | +10   | 21:15  |
| 5.  | Greenock Morton       | 18  | 7  | 2 | 9  | 038:400 | −2    | 16:20  |
| 6.  | FC Linthouse 1        | 18  | 8  | 2 | 8  | 044:530 | −9    | 14:22  |
| 6.  | FC Renton             | 18  | 6  | 2 | 10 | 034:410 | −7    | 14:22  |
| 8.  | Port Glasgow Athletic | 18  | 4  | 5 | 9  | 038:500 | −12   | 13:23  |
| 8.  | FC Motherwell         | 18  | 6  | 1 | 11 | 040:550 | −15   | 13:23  |
| 10. | FC Dumbarton (A)      | 18  | 2  | 2 | 14 | 027:640 | −37   | 06:30  |

| Saison 1896/97 |

| Zum Saisonende 1895/96 |                                |
| (A)                    | Absteiger aus der Division One |